# Svinhult
Svinhult är kyrkbyn i Svinhults socken i Ydre kommun i de sydligaste delarna av Östergötland.
I Svinhult finns Östergötlands högst belägna kyrka, Svinhults kyrka.
Svinhult omtalas första gången i dokument 1545. Det omfattade då ett mantal kyrkojord och utgjorde prästgården i Svinhults socken.